# Nguyễn Văn Tùng (cầu thủ bóng đá, sinh 2001)
Nguyễn Văn Tùng (sinh ngày 2 tháng 6 năm 2001) là một cầu thủ bóng đá người Việt Nam chơi ở vị trí tiền đạo cho câu lạc bộ V.League 1 Hà Nội và đội tuyển quốc gia Việt Nam.

## Khởi đầu sự nghiệp
Nguyễn Văn Tùng bắt đầu tập bóng đá tại Trung tâm Thể dục Thể thao Gia Lâm. Văn Tùng đã có thời gian gắn bó cùng lứa U-16 Hà Nội nhưng sau đó chấn thương mất 2 năm. Năm 2019, anh ghi 6 bàn thắng trong 5 trận để giúp U-19 Hà Nội vượt qua vòng loại, sau đó cùng đội giành chức vô địch U-19 Quốc gia và giúp câu lạc bộ trẻ Hà Nội đoạt ngôi á quân chung cuộc Giải Hạng Nhì Quốc gia.

## Sự nghiệp câu lạc bộ

### Hà Nội
Ngày 8 tháng 9 năm 2022, Văn Tùng có bàn thắng đầu tiên cho Hà Nội, đó là bàn thắng thứ 2 trong chiến thắng 5–0 trước Bình Phước tại tứ kết Cúp Quốc gia 2022.
Ngày 27 tháng 5 năm 2023, anh ghi bàn thắng đầu tiên ở V.League 1 trong trận hòa 1–1 với Becamex Bình Dương.

## Sự nghiệp quốc tế
Năm 2019, anh được huấn luyện viên Philippe Troussier triệu tập lên đội tuyển U-19 Việt Nam cho vòng loại U-19 châu Á 2020.
Tại giải vô địch bóng đá U-23 Đông Nam Á, anh đã ghi 2 bàn thắng ở trận ra mắt của U-23 Việt Nam gặp U-23 Singapore.
Tại SEA Games 2023, Văn Tùng có 5 bàn thắng và trở thành Vua phá lưới nhưng U-22 Việt Nam chỉ giành tấm huy chương đồng sau khi sớm bị loại tại bán kết trước U-22 Indonesia.
Ngày 15 tháng 6 năm 2023, Nguyễn Văn Tùng ra mắt đội tuyển quốc gia Việt Nam khi đá chính trong trận giao hữu gặp Hồng Kông trên sân Lạch Tray.

## Thống kê sự nghiệp

### Quốc tế
Tính đến ngày 20 tháng 6 năm 2023.
| Đội tuyển quốc gia | Năm       | Trận | Bàn |
| ------------------ | --------- | ---- | --- |
| Việt Nam           | 2023      | 2    | 0   |
| Tổng cộng          | Tổng cộng | 2    | 0   |

### Bàn thắng quốc tế

#### U-23 Việt Nam
| #  | Ngày                | Địa điểm                                   | Đối thủ       | Tỷ số | Kết quả | Giải thi đấu                              |
| -- | ------------------- | ------------------------------------------ | ------------- | ----- | ------- | ----------------------------------------- |
| 1. | 19 tháng 2 năm 2022 | Sân vận động Prince, Phnôm Pênh, Campuchia | Singapore     | 1–0   | 7–0     | Giải vô địch bóng đá U-23 Đông Nam Á 2022 |
| 2. | 19 tháng 2 năm 2022 | Sân vận động Prince, Phnôm Pênh, Campuchia | Singapore     | 3–0   | 7–0     | Giải vô địch bóng đá U-23 Đông Nam Á 2022 |
| 3. | 22 tháng 4 năm 2022 | Sân vận động Hàng Đẫy, Hà Nội, Việt Nam    | U-20 Hàn Quốc | 1–0   | 1–0     | Giao hữu                                  |
| 4. | 15 tháng 5 năm 2022 | Sân vận động Việt Trì, Phú Thọ, Việt Nam   | Đông Timor    | 1–0   | 2–0     | Đại hội Thể thao Đông Nam Á 2021          |
| 5. | 2 tháng 6 năm 2022  | Sân vận động Milliy, Tashkent, Uzbekistan  | Thái Lan      | 2–1   | 2–2     | Cúp bóng đá U-23 châu Á 2022              |
| 6. | 6 tháng 9 năm 2023  | Sân vận động Việt Trì, Phú Thọ, Việt Nam   | Guam          | 2–0   | 6–0     | Vòng loại Cúp bóng đá U-23 châu Á 2024    |

#### U-22 Việt Nam
| #  | Ngày                | Địa điểm                                               | Đối thủ   | Tỷ số | Kết quả | Giải thi đấu                     |
| -- | ------------------- | ------------------------------------------------------ | --------- | ----- | ------- | -------------------------------- |
| 1. | 30 tháng 4 năm 2023 | Sân vận động Prince, Phnôm Pênh, Campuchia             | Lào       | 1–0   | 2–0     | Đại hội Thể thao Đông Nam Á 2023 |
| 2. | 3 tháng 5 năm 2023  | Sân vận động Prince, Phnôm Pênh, Campuchia             | Singapore | 1–0   | 3–1     | Đại hội Thể thao Đông Nam Á 2023 |
| 3. | 8 tháng 5 năm 2023  | Sân vận động Prince, Phnôm Pênh, Campuchia             | Malaysia  | 1–0   | 2–1     | Đại hội Thể thao Đông Nam Á 2023 |
| 4. | 8 tháng 5 năm 2023  | Sân vận động Prince, Phnôm Pênh, Campuchia             | Malaysia  | 2–0   | 2–1     | Đại hội Thể thao Đông Nam Á 2023 |
| 5. | 13 tháng 5 năm 2023 | Sân vận động Olympic Phnôm Pênh, Phnôm Pênh, Campuchia | Indonesia | 1–1   | 2–3     | Đại hội Thể thao Đông Nam Á 2023 |

#### U-19 Việt Nam
| #  | Ngày                | Địa điểm                                                 | Đối thủ | Tỷ số | Kết quả | Giải thi đấu                                    |
| -- | ------------------- | -------------------------------------------------------- | ------- | ----- | ------- | ----------------------------------------------- |
| 1. | 6 tháng 11 năm 2019 | Sân vận động Thống Nhất, Thành phố Hồ Chí Minh, Việt Nam | Mông Cổ | 3–0   | 3–0     | Vòng loại Giải vô địch bóng đá U-19 châu Á 2022 |

## Danh hiệu

### Câu lạc bộ
Đội trẻ Hà Nội
- Giải bóng đá U-21 quốc gia: 2022

Hà Nội
- V.League 1: 2022
- Cúp Quốc gia: 2022
- Siêu cúp quốc gia: 2022

### Quốc tế
U-22 Việt Nam
- Huy chương đồng SEA Games: 2023

U-23 Việt Nam
- Giải vô địch bóng đá U-23 Đông Nam Á:

2022
- Huy chương Vàng SEA Games: 2021

### Cá nhân
- Vua phá lưới SEA Games: 2023